# Фрапучино
Фрапучино је линија мешаних напитака од ледене кафе које продаје Starbucks.  Може се састојати од базе кафе или слатке павлаке, помешане са ледом и састојцима као што су ароматизовани сирупи и обично преливени шлагом и/или зачинима. Такође може укључивати мешана Starbucks освежавајућа пића. Фрапучино се такође продаје као напитак од кафе у боцама у продавницама прехрамбених производа, продавницама и из аутомата.

## Историја
Фрапучино је мешавина од „фрапе“ који потиче од француске речи lait frappé  —и капучино, еспресо кафа са пенушавим млеком.
Фрапучино је првобитно развио и продао ланац кафића Coffee Connection Џорџа Хауела у источном Масачусетсу, а креирао га је и назвао његов директор маркетинга Ендру Франк. Када је Starbucks купио Coffee Connection 1994., стекли су права да користе, праве, продају и продају пиће Фрапучино. Пиће, са другачијим рецептом, представљено је под именом Starbucks 1995. 2012. Starbucks је имао годишњу продају фрапучина од преко 2 милијарди долара.

## Рецепт
Рецепт је изведен из фузије различитих хладних напитака, укључујући "кафу фрап" (слично леденој кафи)  и „фрапе“ (мешани сладолед, сируп и млеко), са италијанским капућином.   Рецепт се састоји од мешавине инстант кафе, леда, емулгатора као што је ксантан гума,  и других адитива као што су млеко, шећер, ароматизовани сирупи и шлаг. 

## Варијанте

### Тренутне
- без кофеина – на захтев купца, еспресо без кофеина може се користити уместо стандардне мешавине инстант кафе.[9]
- Crème – примери менија укључују мока крему, крему од ваниле, крему од јагода и др. Све ставке могу доћи као фрапучина на бази креме, повремено под мало другачијим називима. Било који сируп или сос се може користити за прављење мешавине креме за фрапучино по мери.[10]
- алтернативе без млека – фрапучино од сојиног млека је од 2010. доступан у Сједињеним Државама и Канади.[11] У јануару 2011. Starbucks је увео опцију у аустралијске продавнице[12] и од тада је доступан у другим земљама. Starbucks је такође увео опције кокосовог, бадемовог и овсеног млека.

### Некадашње
- мешавине сокова – У лето 2006. Starbucks је представио фрапучино помешан са соком, које су описане као „прави воћни сокови у комбинацији са Тазо чајем, помешани са ледом“. Мешавине су постепено укидане током 2007. и 2008. и Starbucks их више не нуди.[13]
- лагани фрапучино – Раније су се фрапучино наручивао као „лагани“. Лагани фрапучино био је алтернатива класичном фрапучину, направљен на бази фрапучина са ниским садржајем шећера и немасном млеку, и обично се служио без шлага. Лагани фрапучино је сада укинут.
- ограничена издања – пића као што су Unicorn, Frankenstein, Red Velvet Cake Cream, Cherry Blossom и Zombie фрапучини били су сезонска понуда ограниченог издања. Пуштање ових фрапучина је почело у априлу 2017. и трајало је до 2018. Сваки фрапучино је био доступан само кратко време, пошто су се састојци производили у релативно малим количинама.[14]

## Фрапучино у боцама
Флаширани фрапучино се продају у малопродајним објектима и аутоматима. Флаширана верзија је првобитно произведена 1996. Starbucks нуди 19 различитих укуса укључујући моку, ванилу, кафу, тостирану моку од беле чоколаде, зачин од бундеве и карамел. Фрапучино у боцама долази у две величине паковања, укључујући од 410 мл и 280 мл.

## Висок садржај шећера
Фрапучино садржи висок ниво додатог шећера. Типичан напитак гранде има знатно више од 36/32 грама шећера које Америчко удружење за срце предлаже да би мушкарци/жене требало да имају у једном дану.  На пример, фрапучино са бадемовим млеком од шећера са шећером садржи 58 грама шећера,  гранде мача крем фрапучино има 61 грам,  и гранде фрапучино са зачинима од бундеве има 65 грама. 